# Chiesa di San Giovanni in Era
La chiesa di San Giovanni in Era, citata nei documenti anche come "San Giovanni Bocca d'Oro", e successivamente come oratorio della Santissima Trinità, era una chiesa di Milano. Situata nel vicolo Santa Caterina, di fianco alla chiesa di San Nazaro in Brolo, fu sconsacrata nel 1781.

## Storia
Anticamente conosciuta come "San Giovanni Bocca d'Oro", il nome di San Giovanni in Era fu probabilmente una progressiva corruzione del nome latino di quest'ultima, "os aureum" (bocca d'oro). La chiesa è segnalata nel "manuale annuale del clero milanese" del 1361. La chiesa fu rifabbricata nel 1587 e ospitò fino alla sua soppressione, avvenuta nel 1786 la "Confraternita della Santissima Trinità". Non è invece chiara la data di demolizione della chiesa: tuttavia la chiesa risultava ancora esistente nel 1855 ma già demolita nel 1891.

## Descrizione
La chiesa risultava nel XVIII secolo ad un'unica navata con copertura in legno dipinto. Tra le opere presenti nella chiesa, viene ricordato dal Latuada il quadro di Gesù Cristo in croce con San Giovanni Battista e Santo Stefano di Camillo Procaccini sull'altare maggiore della chiesa, realizzato verso il 1590.
Il dipinto, dopo la soppressione del 1786, giunse a Firenze con lo scambio di opere che si ebbe tra le Gallerie di Firenze e quelle di Vienna del 1793, ed è ancora oggi all'altare maggiore della Chiesa di San Martino alla Scala, dove è ricordata dal 1822.
In chiesa era anche un quadro di Antonio Busca e degli affreschi di Andrea Porta.